# Wereldkampioenschappen kunstschaatsen 2008

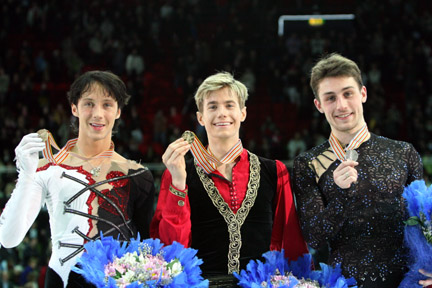
Erepodium op het WK 2008 (heren individueel), v.l.n.r. Johnny Weir (brons), Jeffrey Buttle (goud), Brian Joubert (zilver)

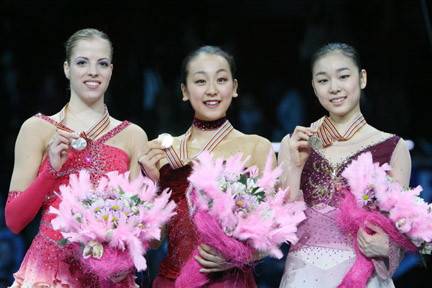
Erepodium op het WK 2008 (dames individueel), v.l.n.r. Carolina Kostner (zilver), Mao Asada (goud), Kim Yu-Na (brons)

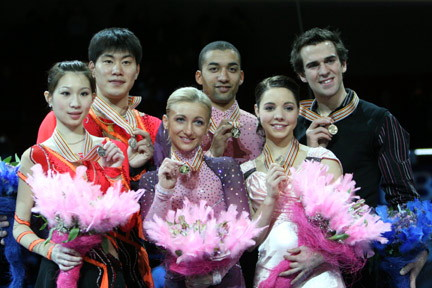
Erepodium op het WK 2008 (ijsdansen), v.l.n.r. Tessa Virtue / Scott Moir (zilver), Isabelle Delobel / Olivier Schoenfelder (goud), Jana Chochlova / Sergej Novitski (brons)

De Wereldkampioenschappen kunstschaatsen is een evenement dat georganiseerd wordt door de Internationale Schaatsunie, in deze competitie doen kunstschaatsers mee. De winnaar mag zich kronen tot Wereldkampioen kunstschaatsen. Dit evenement is het meest prestigieuze evenement van het jaar in de kunstrijdwereld.
In 2008 werden de kampioenschappen van 18 tot en met 22 maart gehouden in Göteborg, het was voor de tweede maal dat Göteborg gaststad was voor de WK Kunstschaaten, in 1976 werden ze hier voor de eerste keer gehouden. Het was voor de 15e maal dat de Wereldkampioenschappen Kunstschaatsen in Zweden plaatsvonden. Voor Göteborg was de hoofdstad Stockholm dertien keer gaststad, de laatste keer in 1947, voor de WK toernooien.
Voor de mannen was het de 98e editie, voor de vrouwen de 88e editie, voor de paren de 86e editie, en voor de ijsdansers de 56e editie.

## Deelname
Elk lid van de ISU kon één schaatser/één paar aanmelden per discipline. Extra startplaatsen (met en maximum van drie per discipline) zijn verdiend op basis van de eindklasseringen op het WK van 2007
Vanwege het grote aantal deelnemers kwalificeert alleen de  beste vierentwintig in de individuele disciplines en de beste twintig bij de paren zich voor de vrije kür, na het korte programma. Bij het IJsdansen kwalificeren de beste dertig van de verplichte dans zich voor de klassieke dans. Hierna vallen weer zes koppels af, zodat er vierentwintig koppels de vrije dans rijden.
Om deel te nemen moet een deelnemer/deelneemster op 1 juli voorafgaand aan het kampioenschap minimaal vijftien jaar oud zijn.

### Deelnemende landen
Een recordaantal van 48 landen schreven deelnemers in voor dit toernooi, zij zouden samen een recordaantal van 152  startplaatsen invullen. (Tussen haakjes het totaal aantal startplaatsen over de vier disciplines.) 
| Verenigde Staten (11) Canada (10) Frankrijk (7) Japan (7) Rusland (7) China (6) Italië (6) Oekraïne (5) Zwitserland (5) Duitsland (4) | Israël (4) Polen (4) Tsjechië (4) Verenigd Koninkrijk (4) Wit-Rusland (4) Australië (3) Bulgarije (3) Finland (3) Hongarije (3) Kroatië (3) | Litouwen (3) Oezbekistan (3) Oostenrijk (3) Zweden (3) Azerbeidzjan (2) België (2) Estland (2) Mexico (2) Nieuw-Zeeland (2) Roemenië (2) | Slowakije (2) Spanje (2) Turkije (2) Zuid-Afrika (2) Zuid-Korea (2) Georgië (1) Filipijnen (1) Griekenland (1) Hongkong (1) | Kazachstan (1) Letland (1) Monaco (1) Noorwegen (1) Puerto Rico (1) Servië (1) Slovenië (1) Taiwan (1) Thailand (1) |

## Medaille verdeling
Bij de mannen veroverde Jeffrey Buttle de wereldtitel, het was zijn eerste WK medaille. Hij was de zesde Canadees die de wereldtitel bij de mannen veroverde. Brian Joubert op plaats twee veroverde zijn vierde WK medaille, in 2004, 2006 werd hij tweede en in 2007 wereldkampioen. Johnny Weir op plaats drie veroverde zijn eerste WK medaille.
Bij de vrouwen veroverde Mao Asada de wereldtitel, zij was de vijfde Japanse wereldkampioene, Midori Ito (1989), Yuka Sato (1994), Shizuka Arakawa (2004) en Miki Ando (2007) waren haar voorgegaan. Carolina Kostner op plaats twee veroverde haar tweede WK medaille, in 2005 werd zij derde. De derde plaats voor de Zuid-Koreaanse Kim Yu-na was de tweede WK medaille voor haar, ook in 2007 werd ze derde.
Bij het paarrijden veroverden Aliona Savchenko / Robin Szolkowy de wereldtitel, het was hun tweede medaille, in 2007 werden ze derde. Zhang Dan / Zhang Haoop plaats twee veroverden hun derde medaille, in 2005 werden ze derde en in 2006 tweede. Jessica Dube / Bryan Davison op plaats drie veroverden hun eerste WK medaille.
Bij het ijsdansen stonden de drie paren voor het eerst op het erepodium, dit was behalve het eerste kampioenschap in 1952 voor het eerst dat dit plaatsvond bij het ijsdansen. Isabelle Delobel / Olivier Schoenfelder werd het derde Franse paar dat de wereldtitel veroverde, na Isabelle Duchesnay / Paul Duchesnay in 1991 en Marina Anissina / Gwendal Peizerat in 2000.
| Discipline | Goud ·                                  | Zilver ·                  | Brons ·                          |
| ---------- | --------------------------------------- | ------------------------- | -------------------------------- |
| Mannen     | Jeffrey Buttle                          | Brian Joubert             | Johnny Weir                      |
| Vrouwen    | Mao Asada                               | Carolina Kostner          | Kim Yu-na                        |
| Paren      | Aliona Savchenko / Robin Szolkowy       | Zhang Dan / Zhang Hao     | Jessica Dube / Bryce Davison     |
| IJsdansen  | Isabelle Delobel / Olivier Schoenfelder | Tessa Virtue / Scott Moir | Jana Chochlova / Sergej Novitski |

## Uitslagen

### Mannen / Vrouwen
| Mannen                 | Mannen                    | Mannen                       | Mannen | Mannen    | Mannen    |
| #                      | naam (deelnames)          | land                         | punten | korte kür | lange kür |
| ---------------------- | ------------------------- | ---------------------------- | ------ | --------- | --------- |
| Goud                   | Jeffrey Buttle (6)        | Vlag van Canada              | 245.17 | 1         | 1         |
| Zilver                 | Brian Joubert (7)         | Vlag van Frankrijk           | 231.22 | 6         | 2         |
| Brons                  | Johnny Weir (5)           | Vlag van Verenigde Staten    | 221.84 | 2         | 5         |
| 4                      | Daisuke Takahashi (4)     | Vlag van Japan               | 220.11 | 3         | 6         |
| 5                      | Stéphane Lambiel (7)      | Vlag van Zwitserland         | 217.88 | 5         | 7         |
| 6                      | Kevin Van der Perren (7)  | Vlag van België              | 216.02 | 9         | 3         |
| 7                      | Sergej Voronov (2)        | Vlag van Rusland             | 209.93 | 15        | 4         |
| 8                      | Takahiko Kozuka (1)       | Vlag van Japan               | 205.15 | 8         | 8         |
| 9                      | Patrick Chan (1)          | Vlag van Canada              | 203.55 | 7         | 11        |
| 10                     | Stephen Carrière (1)      | Vlag van Verenigde Staten    | 201.69 | 11        | 9         |
| 11                     | Jeremy Abbott (1)         | Vlag van Verenigde Staten    | 197.26 | 14        | 10        |
| 12                     | Sergej Davydov (8)        | Vlag van Wit-Rusland         | 196.79 | 12        | 12        |
| 13                     | Adrian Schultheiss (1)    | Vlag van Zweden              | 194.39 | 13        | 13        |
| 14                     | Kristoffer Berntsson (8)  | Vlag van Zweden              | 193.72 | 10        | 15        |
| 15                     | Tomáš Verner (7)          | Vlag van Tsjechië            | 191.94 | 4         | 20        |
| 16                     | Karel Zelenka (5)         | Vlag van Italië              | 187.65 | 17        | 16        |
| 17                     | Gregor Urbas (8)          | Vlag van Slovenië            | 187.48 | 18        | 14        |
| 18                     | Yannick Ponsero (2)       | Vlag van Frankrijk           | 182.06 | 16        | 18        |
| 19                     | Yasuharu Nanri (1)        | Vlag van Japan               | 179.88 | 20        | 17        |
| 20                     | Anton Kovalevski (3)      | Vlag van Oekraïne            | 178.13 | 21        | 19        |
| 21                     | Igor Matsipura (3)        | Vlag van Slowakije           | 169.93 | 19        | 21        |
| 22                     | Jamal Othman (4)          | Vlag van Zwitserland         | 164.02 | 22        | 22        |
| 23                     | Li Chengjiang (8)         | Vlag van China               | 155.75 | 23        | 23        |
| 24                     | Abzal Rakimgaliev (1)     | Vlag van Kazachstan          | 149.92 | 24        | 24        |
| Vrije kür niet bereikt |                           |                              |        |           |           |
| 25                     | Alexandr Kazakov (1)      | Vlag van Wit-Rusland         |        | 25        |           |
| 26                     | Michael Chrolenko (1)     | Vlag van Noorwegen           |        | 26        |           |
| 27                     | Pavel Kaska (1)           | Vlag van Tsjechië            |        | 27        |           |
| 28                     | Boris Martinec (2)        | Vlag van Kroatië             |        | 28        |           |
| 29                     | Elliot Hilton (1)         | Vlag van Verenigd Koninkrijk |        | 29        |           |
| 30                     | Javier Fernández (2)      | Vlag van Spanje              |        | 30        |           |
| 31                     | Mikko Minkkinen (1)       | Vlag van Finland             |        | 31        |           |
| 32                     | Peter Liebers (1)         | Vlag van Duitsland           |        | 32        |           |
| 33                     | Zoltán Kelemen (2)        | Vlag van Roemenië            |        | 33        |           |
| 34                     | Maxim Shipov (1)          | Vlag van Israël              |        | 34        |           |
| 35                     | Sean Carlow (4)           | Vlag van Australië           |        | 35        |           |
| 36                     | Luis Hernandez (3)        | Vlag van Mexico              |        | 36        |           |
| 37                     | Manuell Knoll (1)         | Vlag van Oostenrijk          |        | 37        |           |
| 38                     | Justin Pietersen (3)      | Vlag van Zuid-Afrika         |        | 38        |           |
| 39                     | Naiden Borichev (2)       | Vlag van Bulgarije           |        | 39        |           |
| 40                     | Konstantin Tupikov (3)    | Vlag van Polen               |        | 40        |           |
| 41                     | Tristan Thode (2)         | Vlag van Nieuw-Zeeland       |        | 41        |           |
| 42                     | Kutay Eryoldas (1)        | Vlag van Turkije             |        | 42        |           |
| 43                     | Danil Prilalov (1)        | Vlag van Azerbeidzjan        |        | 43        |           |
| 44                     | Tigran Vardanjan (1)      | Vlag van Hongarije           |        | 44        |           |
| 45                     | Saulius Ambrulevicius (1) | Vlag van Litouwen            |        | 45        |           |
| -                      | Alban Préaubert (3)       | Vlag van Frankrijk           |        | tzt *     |           |

| Vrouwen                | Vrouwen                      | Vrouwen                      | Vrouwen | Vrouwen   | Vrouwen   |
| #                      | naam (deelnames)             | land                         | punten  | korte kür | lange kür |
| ---------------------- | ---------------------------- | ---------------------------- | ------- | --------- | --------- |
| Goud                   | Mao Asada (2)                | Vlag van Japan               | 185.56  | 2         | 2         |
| Zilver                 | Carolina Kostner (6)         | Vlag van Italië              | 184.68  | 1         | 3         |
| Brons                  | Kim Yu-na (2)                | Vlag van Zuid-Korea          | 183.23  | 5         | 1         |
| 4                      | Yukari Nakano (3)            | Vlag van Japan               | 177.40  | 3         | 4         |
| 5                      | Joannie Rochette (6)         | Vlag van Canada              | 174.12  | 6         | 5         |
| 6                      | Sarah Meier (7)              | Vlag van Zwitserland         | 171.88  | 7         | 6         |
| 7                      | Kimmie Meissner (3)          | Vlag van Verenigde Staten    | 149.74  | 9         | 12        |
| 8                      | Laura Lepistö (1)            | Vlag van Finland             | 147.26  | 21        | 7         |
| 9                      | Kiira Korpi (3)              | Vlag van Finland             | 145.73  | 4         | 17        |
| 10                     | Beatrisa Liang (1)           | Vlag van Verenigde Staten    | 145.29  | 10        | 13        |
| 11                     | Júlia Sebestyén (11)         | Vlag van Hongarije           | 145.17  | 19        | 8         |
| 12                     | Annette Dytrt (4)            | Vlag van Duitsland           | 144.31  | 12        | 11        |
| 13                     | Valentina Marchei (4)        | Vlag van Italië              | 142.93  | 17        | 9         |
| 14                     | Mira Leung (3)               | Vlag van Canada              | 140.59  | 14        | 14        |
| 15                     | Elena Glebova (3)            | Vlag van Estland             | 140.10  | 20        | 10        |
| 16                     | Ashley Wagner (1)            | Vlag van Verenigde Staten    | 137.40  | 11        | 15        |
| 17                     | Ksenia Doronina (1)          | Vlag van Rusland             | 135.25  | 15        | 16        |
| 18                     | Viktoria Helgesson (1)       | Vlag van Zweden              | 127.96  | 16        | 20        |
| 19                     | Kim Na-young (1)             | Vlag van Zuid-Korea          | 127.32  | 18        | 19        |
| 20                     | Elene Gedevanisjvili (3)     | Vlag van Georgië             | 125.99  | 23        | 18        |
| 21                     | Anastasia Gimazetdinova (5)  | Vlag van Oezbekistan         | 124.92  | 13        | 21        |
| 22                     | Tamar Katz (3)               | Vlag van Israël              | 116.86  | 24        | 22        |
| 23                     | Melinda Sherilyn Wang (1)    | Vlag van Taiwan              | 116.12  | 22        | 23        |
| -                      | Miki Ando (4)                | Vlag van Japan               |         | 8         | tzt *     |
| Vrije kür niet bereikt |                              |                              |         |           |           |
| 25                     | Jenna McCorkell (4)          | Vlag van Verenigd Koninkrijk |         | 25        |           |
| 26                     | Ivana Reitmayernova (1)      | Vlag van Slowakije           |         | 26        |           |
| 27                     | Tugba Karademir (6)          | Vlag van Turkije             |         | 27        |           |
| 28                     | Merovee Ephrem (2)           | Vlag van Monaco              |         | 28        |           |
| 29                     | Victoria Muniz (1)           | Vlag van Puerto Rico         |         | 29        |           |
| 30                     | Sonia Lafuente (1)           | Vlag van Spanje              |         | 30        |           |
| 31                     | Liu Yan (4)                  | Vlag van China               |         | 31        |           |
| 32                     | Nella Simaova (1)            | Vlag van Tsjechië            |         | 32        |           |
| 33                     | Sonja Radeva (3)             | Vlag van Bulgarije           |         | 33        |           |
| 34                     | Anna Jurkiewicz (2)          | Vlag van Polen               |         | 34        |           |
| 35                     | Irina Movtsjan (2)           | Vlag van Oekraïne            |         | 35        |           |
| 36                     | Julia Sheremet (1)           | Vlag van Wit-Rusland         |         | 36        |           |
| 37                     | Tina Wang (1)                | Vlag van Australië           |         | 37        |           |
| 38                     | Candice Didier (2)           | Vlag van Frankrijk           |         | 38        |           |
| 39                     | Roxana Luca (9)              | Vlag van Roemenië            |         | 39        |           |
| 40                     | Vivianne Kaeser (1)          | Vlag van Zwitserland         |         | 40        |           |
| 41                     | Mirna Libric (1)             | Vlag van Kroatië             |         | 41        |           |
| 42                     | Ksenia Jastsenjski (6)       | Vlag van Servië              |         | 42        |           |
| 43                     | Barbara Klerk (1)            | Vlag van België              |         | 43        |           |
| 44                     | Loretta Hamui (1)            | Vlag van Mexico              |         | 44        |           |
| 45                     | Gracielle Jeanne Tan (1)     | Vlag van Filipijnen          |         | 45        |           |
| 46                     | Denise Koegl (1)             | Vlag van Oostenrijk          |         | 46        |           |
| 47                     | Charissa Tansomboon (2)      | Vlag van Thailand            |         | 47        |           |
| 48                     | Stasia Rage (1)              | Vlag van Letland             |         | 48        |           |
| 49                     | Tamami Ono (1)               | Vlag van Hongkong            |         | 49        |           |
| 50                     | Maria-Elena Papasotiriou (2) | Vlag van Griekenland         |         | 50        |           |
| 51                     | Lejeanne Marais (1)          | Vlag van Zuid-Afrika         |         | 51        |           |
| 52                     | Morgan Figgins (1)           | Vlag van Nieuw-Zeeland       |         | 52        |           |
| 53                     | Beatrice Rozinskaite (1)     | Vlag van Litouwen            |         | 53        |           |

### Paren / IJsdansen
| Paren  | Paren                                        | Paren                        | Paren  | Paren     | Paren     |
| #      | naam (deelnames)                             | land                         | punten | korte kür | lange kür |
| ------ | -------------------------------------------- | ---------------------------- | ------ | --------- | --------- |
| Goud   | Aliona Savchenko (5) Robin Szolkowy (4)      | Vlag van Duitsland           | 202.86 | 2         | 1         |
| Zilver | Zhang Dan Zhang Hao (7)                      | Vlag van China               | 197.82 | 1         | 3         |
| Brons  | Jessica Dube Bryce Davison (3)               | Vlag van Canada              | 192.78 | 4         | 2         |
| 4      | Yuko Kawaguchi (5) Alexander Smirnov (2)     | Vlag van Rusland             | 191.33 | 3         | 4         |
| 5      | Pang Qing Tong Jian (10)                     | Vlag van China               | 186.78 | 5         | 5         |
| 6      | Meagan Duhamel (1) Craig Buntin (5)          | Vlag van Canada              | 169.61 | 7         | 6         |
| 7      | Maria Moechortova Maksim Trankov (3)         | Vlag van Rusland             | 166.64 | 6         | 9         |
| 8      | Anabelle Langlois (5) Cody Hay (2)           | Vlag van Canada              | 164.67 | 9         | 7         |
| 9      | Tatjana Volosozjar (6) Stanislav Morozov (8) | Vlag van Oekraïne            | 159.95 | 8         | 10        |
| 10     | Rena Inoue (7) John Baldwin (6)              | Vlag van Verenigde Staten    | 157.20 | 10        | 8         |
| 11     | Brooke Castile Benjamin Okolski (2)          | Vlag van Verenigde Staten    | 146.03 | 12        | 11        |
| 12     | Dong Huibo Wu Yiming (1)                     | Vlag van China               | 142.83 | 11        | 12        |
| 13     | Laura Magitteri Ondřej Hotárek (2)           | Vlag van Italië              | 126.38 | 14        | 13        |
| 14     | Adeline Canac Maximin Coia (1)               | Vlag van Frankrijk           | 124.68 | 16        | 14        |
| 15     | Stacey Kemp David King (3)                   | Vlag van Verenigd Koninkrijk | 123.98 | 13        | 15        |
| 16     | Dominika Piatkowska Dmitri Khromin (3)       | Vlag van Polen               | 111.94 | 17        | 16        |
| 17     | Hayley Anne Sacks (1) Vadim Akolzin (3)      | Vlag van Israël              | 111.23 | 15        | 17        |
| 18     | Marina Aganina (7) Dmitri Zobnin (1)         | Vlag van Oezbekistan         | 97.31  | 18        | 19        |
| 19     | Ariel Fay Gagnon Chad Tsagris (1)            | Vlag van Griekenland         | 95.65  | 19        | 18        |
| 20     | Amy Ireland Michael Bahoric (1)              | Vlag van Kroatië             | 77.39  | 20        | 20        |
| -      | Ekaterina Kostenko Roman Talan (1)           | Vlag van Oekraïne            |        | tzt *     |           |

| IJsdansen                  | IJsdansen                                  | IJsdansen                    | IJsdansen | IJsdansen  | IJsdansen | IJsdansen |
| #                          | naam (deelnames)                           | land                         | punten    | verpl. kür | org. kür  | vrije kür |
| -------------------------- | ------------------------------------------ | ---------------------------- | --------- | ---------- | --------- | --------- |
| Goud                       | Isabelle Delobel Olivier Schoenfelder (11) | Vlag van Frankrijk           | 212.94    | 1          | 1         | 2         |
| Zilver                     | Tessa Virtue Scott Moir (2)                | Vlag van Canada              | 208.80    | 2          | 3         | 1         |
| Brons                      | Jana Chochlova Sergej Novitski (3)         | Vlag van Rusland             | 203.26    | 3          | 2         | 5         |
| 4                          | Tanith Belbin Benjamin Agosto (8)          | Vlag van Verenigde Staten    | 203.00    | 5          | 4         | 3         |
| 5                          | Federica Faiella (8) Massimo Scali (7)     | Vlag van Italië              | 201.91    | 4          | 5         | 4         |
| 6                          | Meryl Davis Charlie White (2)              | Vlag van Verenigde Staten    | 191.19    | 7          | 7         | 6         |
| 7                          | Nathalie Pechalat Fabian Bourzat (5)       | Vlag van Frankrijk           | 190.51    | 6          | 6         | 7         |
| 8                          | Sinead Kerr John Kerr (5)                  | Vlag van Verenigd Koninkrijk | 186.94    | 8          | 8         | 8         |
| 9                          | Alexandra Zaretski Roman Zaretski (3)      | Vlag van Israël              | 179.21    | 9          | 9         | 10        |
| 10                         | Anna Cappellini Luca Lanotte (2)           | Vlag van Italië              | 179.03    | 11         | 10        | 9         |
| 11                         | Kristin Fraser (8) Igor Loekanin (9)       | Vlag van Azerbeidzjan        | 173.95    | 10         | 11        | 11        |
| 12                         | Kimberley Navarro Brent Bommentre (1)      | Vlag van Verenigde Staten    | 165.90    | 12         | 13        | 14        |
| 13                         | Jekaterina Bobrova Dmitri Solovjov (1)     | Vlag van Rusland             | 164.72    | 16         | 12        | 13        |
| 14                         | Katherine Copely Deividas Stagniūnas (2)   | Vlag van Litouwen            | 164.28    | 13         | 14        | 12        |
| 15                         | Ekaterina Rubleva Ivan Shefer (1)          | Vlag van Rusland             | 160.37    | 15         | 15        | 15        |
| 16                         | Cathy Reed Chris Reed (1)                  | Vlag van Japan               | 155.12    | 18         | 18        | 16        |
| 17                         | Kaitlyn Weaver Andrew Poje (2)             | Vlag van Canada              | 154.84    | 20         | 17        | 17        |
| 18                         | Anna Zadorozjnjoek Sergej Verbillo (3)     | Vlag van Oekraïne            | 153.25    | 14         | 16        | 21        |
| 19                         | Allie Hann-McCurdy Michael Coreno (1)      | Vlag van Canada              | 153.13    | 17         | 19        | 18        |
| 20                         | Nelli Zhiganshina Alexander Gazsi (2)      | Vlag van Duitsland           | 150.82    | 19         | 21        | 19        |
| 21                         | Barbora Silná (2) Dmitri Matsjuk (3)       | Vlag van Oostenrijk          | 147.21    | 21         | 20        | 20        |
| 22                         | Yu Xiaoyang Wang Chen (2)                  | Vlag van China               | 139.20    | 23         | 23        | 23        |
| 23                         | Kamila Hájková David Vincour (1)           | Vlag van Tsjechië            | 138.63    | 22         | 25        | 22        |
| 24                         | Leonie Krail Oscar Peter (1)               | Vlag van Zwitserland         | 126.50    | 25         | 22        | 24        |
| Vrije kür niet bereikt     |                                            |                              |           |            |           |           |
| 25                         | Krisztina Barta Adam Toth (1)              | Vlag van Hongarije           |           | 27         | 24        |           |
| 26                         | Joanna Budner Jan Moscicki (1)             | Vlag van Polen               |           | 24         | 28        |           |
| 27                         | Danielle O'Brien Gregory Merriman (1)      | Vlag van Australië           |           | 28         | 27        |           |
| 28                         | Ksenia Shmirina Egor Maistrov (1)          | Vlag van Wit-Rusland         |           | 29         | 26        |           |
| 29                         | Yu Sun-hye Ramil Sarkulov (1)              | Vlag van Oezbekistan         |           | 26         | 30        |           |
| 30                         | Ina Demireva Juri Kurakin (1)              | Vlag van Bulgarije           |           | 30         | 29        |           |
| Originele kür niet bereikt |                                            |                              |           |            |           |           |
| 31                         | Kristina Kiudmaa Aleksei Trohlev (1)       | Vlag van Estland             |           | 31         |           |           |